# Vertige paroxystique positionnel bénin
Pour les articles homonymes, voir Bénin (homonymie).
 Mise en garde médicale
Le vertige paroxystique positionnel bénin (VPPB) est la plus fréquente des causes de vertige en ORL, et qui atteint près d'un tiers des patients vertigineux.

## Épidémiologie
La prévalence est de 1,6 % et la probabilité d'en être atteint durant une vie dépasse 2 %. Il est plus fréquent chez les femmes. Sa fréquence augmente avec l'âge avec un pic entre 50 et 60 ans.
Les principaux facteurs de risque sont l'âge, la présence d'une migraine, l'hypertension artérielle et la dyslipidémie. Parfois une notion de traumatisme crânien ou de labyrinthite virale peut être retrouvée.
Une association avec une ostéoporose est décrite mais il n'est pas prouvé que le traitement de cette dernière permet la diminution des crises.

## Description
Il s'agit d'un vertige rotatoire, souvent violent et d'apparition rapide (3 à 20 secondes) mais de durée brève (moins d'une minute), parfois accompagné de nausées. Il apparaît à la suite d'un changement de position de la tête, toujours le même, et le cas le plus fréquent est la rotation de la tête le sujet étant allongé, mais il peut très bien survenir en position debout la tête en hyperextension ou tout au contraire la tête penchée vers le sol. Un patient sur quatre se plaint en outre de troubles de l'équilibre lors de la marche.
En général, l'exploration du système vestibulaire, de l'oculomotricité, de la posture et de l'audition ne révèle rien d'anormal.

## Évolution
Le vertige paroxystique dure, sans traitement, plusieurs semaines (plus d'un mois pour ceux concernant le canal semi-circulaire postérieur, deux semaines pour ceux concernant le canal horizontal).
Les crises peuvent être isolées ou se répéter (15 % de récidive annuelle).

## Diagnostic
Le diagnostic sera confirmé, dans le cas le plus fréquent d'une atteinte d'un canal semi circulaire postérieur, par la manœuvre de Dix et Hallpike, qui consiste à reproduire le vertige en basculant le patient vers le côté déclenchant (le sujet, assis jambes pendantes, tête tournée du côté du vertige,  est rapidement couché par l’examinateur sur le dos). La manœuvre est positive lorsqu’elle provoque un vertige et/ou des mouvements des yeux (appelés nystagmus) que le médecin va observer. Le retour à la position assise déclenche habituellement un nouveau vertige avec inversion du nystagmus. Le vertige (ainsi que le nystagmus) est épuisable, c’est-à-dire qu’il diminue d’intensité si la manœuvre est renouvelée.
Dans le cas d'une atteinte d'un canal semi-circulaire horizontal, le sujet est placé sur le dos et la tête est successivement tournée à droite, puis à gauche, le nystagmus constaté le plus intense est le côté concerné.

## Physiopathologie
Il s'agit d'une pathologie d'un canal semi-circulaire le plus souvent postérieur mais les deux autres canaux peuvent être atteints (l'atteinte du canal antérieur étant exceptionnelle). Des otoconies de l'utricule se détachent migrent par gravité dans l'un des canaux semi-circulaires : on parle de canalolithiase (lithiases libres dans le canal). L'origine peut être l'altération de la macule utriculaire par traumatisme, vieillissement, infection, chirurgie de l'oreille moyenne, etc.
Cette masse protéo-calcique, même minime, se déplace dans le canal semi-circulaire affecté quand le patient s'incline dans le plan de ce canal, ce qui entraîne la stimulation de la cupule et provoque un vertige associé à un nystagmus dont la direction et le sens (horizontal pur, vertical et rotatoire) varie en fonction du canal atteint.

## Traitement
La prise en charge a fait l'objet de la publication de plusieurs recommandations. Celles de l'American Academy of Neurology et celles de l'American Academy of Otolaryngology–Head and Neck Surgery datent de 2008.
Le seul traitement curatif est physiothérapeutique. Les manœuvres peuvent être pratiquées par des professionnels de santé variés : ORL, masseur-kinésithérapeute, médecin généraliste… Les traitements médicamenteux peuvent aider lors de symptômes associés (nausées). Le recours à la chirurgie reste exceptionnel.
Il existe plusieurs techniques de traitement par kinésithérapie qui consistent à ramener les débris otolithiques dans l'utricule : manœuvre libératoire de Semont (canal postérieur), manœuvre d'Epley (canal postérieur), manœuvre de Lempert (dite aussi « barbecue » pour le canal horizontal), manœuvre de Vannuchi (canal horizontal), etc. En cas d'échec le Vestibular habituation training de Norré peut permettre de diminuer l'impact de la symptomatologie.
Ces techniques sont efficaces dans une grande majorité des cas, surtout si elles sont répétées au cours de la même session. La manœuvre d'Epley peut être effectuée par le patient lui-même, en cas de récidive et est dans ce cas plus efficace que celle de Semont. Elles peuvent être moyennement tolérées (nausées, accès de vertiges peu après…) Dans moins de 5 % des cas, la manœuvre d'Epley ou de Semont peuvent aboutir à une chute de l'otolithe dans un autre canal semi circulaire entraînant une modification du vertige paroxystique vers ce type.